# Café vienense
O café vienense (em alemão: Wiener Kaffeehaus) é uma típica instituição da cultura vienense.

## Cafés famosos

### Cafés famosos no primeiro distrito

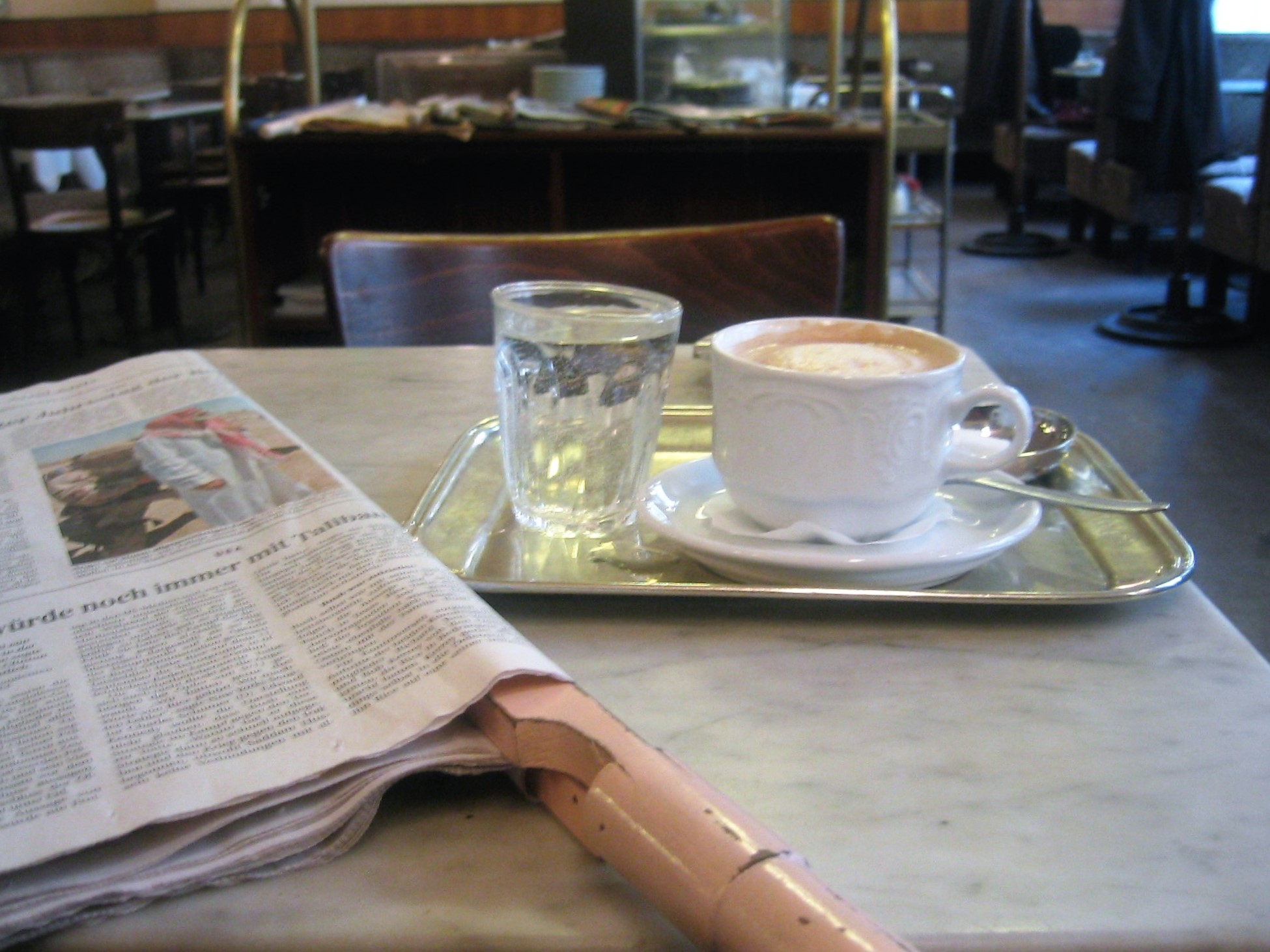
A cultura do café:o indispensável jornal

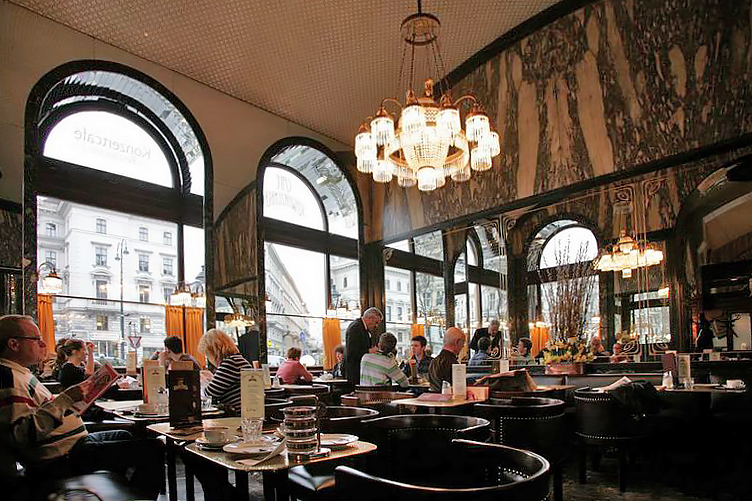
Café Schwarzenberg

- Bräunerhof, Stallburggasse 2: café habitual de Thomas Bernhard em Viena
- Café Central, im Ferstel Palais, Eingang Herrengasse 14 (Ecke Strauchgasse): café habitual e direcção postal de Peter Altenberg
- Café Bellaria, Bellariastrasse 6: café de estilo Art Nouveau de 1870
- Demel, Kohlmarkt 14: la pastelaria mais famosa de Viena
- Café Diglas, Wollzeile 10
- Café Griensteidl, Michaelerplatz 2:
- Café Hawelka, Dorotheergasse 6
- Café Herrenhof, Herrengasse 10: * Café Korb, Brandstätte 9
- Café Landtmann, Dr.-Karl-Lueger-Ring 4
- Café Markusplatz, conhecido anteriormente como Café Tuchlauben, Tuchlauben 16
- Café Ministerium, Georg-Coch-Platz 4
- Café Mozart, Albertinaplatz 2 (Albertina)
- Café Museum, Operngasse 7
- Café Prückel, Stubenring 24 (Ecke Dr. Karl-Lueger-Platz, frente ao Museum für angewandte Kunst (Wien)|Museum für angewandte Kunst)
- Café Raimund, Museumstraße 6, frente ao Volkstheater
- Café Sacher, Philharmonikerstraße 4, detrás da Ópera
- Café Schottenring, Schottenring 19
- Café Schwarzenberg, Kärntner Ring 17
- Café Tirolerhof, Führichgasse 8
- Kaffee Alt Wien, Bäckerstraße 9
- Kleines Café, Franziskanerplatz 3